# Elimar Klebs
Elimar Klebs (właśc. Ernst Elimar Klebs, ur. 15 października 1852 w Braniewie w Prusach Wschodnich, zm. 17 maja 1918 w Marburgu) – niemiecki historyk zajmujący się historią starożytną.

## Życiorys
Elimar Klebs był synem pruskiego prokuratora i bratem botanika Georga Albrechta Klebsa. Studiował pod kierunkiem Theodora Mommsena oraz Heinricha von Treitschke w Berlinie, gdzie w 1876 obronił pracę doktorską i uzyskał w 1883 habilitację. Od semestru zimowego 1883/84 do semestru zimowego 1905/06 wykładał jako privatdozent historię Grecji i Rzymu. W 1881 odrzucił propozycję objęcia stanowiska wykładowcy na Uniwersytecie w Greifswaldzie. W semestrze zimowym 1906 został, jako następca Benedikta Niese, profesorem nadzwyczajnym historii starożytnej na Uniwersytecie w Marburgu, od końca 1907 profesorem zwyczajnym. Z powodu ciężkiej choroby musiał wziąć w 1913 roku urlop zdrowotny, w 1914 został zwolniony z wykonywania obowiązków akademickich.
Elimar Klebs zajmował się w pracy badawczej zwłaszcza historią starożytnego Rzymu, m.in. biografią cesarzy, tzw. Historią Augusta oraz literaturą starożytną (Petronius, Historia Apollonii).